# آندری زالیزنیاک
آندری زالیزنیاک (روسی: Андре́й Анато́льевич Зализня́к؛ IPA: [zəlʲɪˈzʲnʲak]; ۲۹ آوریل ۱۹۳۵ – ۲۴ دسامبر ۲۰۱۷) زبان‌شناس اهل اتحاد جماهیر شوروی سوسیالیستی بود.
وی همچنین برندهٔ جوایزی همچون نشان زرین لومونسف شده‌است.